# Antennulariellaceae
Antennulariellaceae es una familia de hongos ascomicetos, perteneciente a la clase Dothideomycetes. La familia fue nombrada en 1925 por Nikolái Voronijin para contener el género Antennulariella que él mismo había descrito una década antes, en 1915. Tiene una distribución extensa, encontrándose desde climas templados cálidos hasta zonas tropicales, donde crecen como fumagina en la superficie de las plantas.